# Eagle (Alasca)
Eagle é uma vila localizada na fronteira entre o Canadá e os Estados Unidos na região de Fairbanks, Alasca.
A população do recenseamento realizado em 2000 era de 129 habitantes. No recenseamento de 2010 a população decresceu 33% e o local passou a ter 86 habitantes.

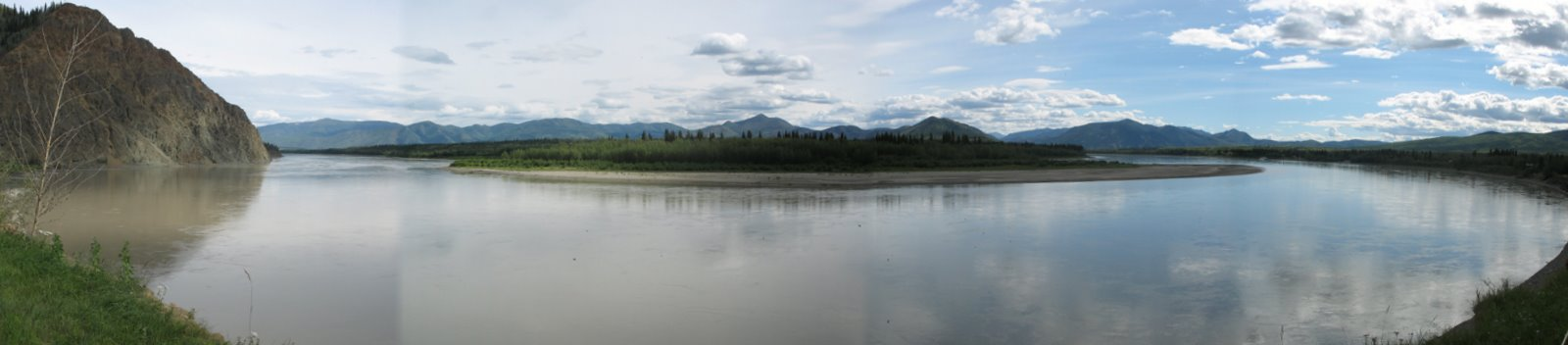
Rio Yukon em sua passagem por Eagle.